# Dajana Roncione
Dajana Roncione (Palermo, 15 aprile 1984) è un'attrice italiana.

## Biografia
Diplomatasi nel 2007 presso l'Accademia nazionale d'arte drammatica, è un'attrice di teatro, dove debutta nel 1999 con I giganti della montagna di Luigi Pirandello.
Tra i suoi lavori cinematografici più importanti: Il grande sogno di Michele Placido, nel ruolo di Isabella, del 2009, e, nello stesso anno, il ruolo di Polissena nel film di Aurelio Grimaldi, L'ultimo re che porta sullo schermo la tragedia Le troiane di Euripide.
Tra i suoi numerosi lavori teatrali: Cechoviana, regia di Michele Placido, Il sogno del principe di Salina, l'ultimo Gattopardo, regia di Andrea Battistini, con Luca Barbareschi, e La rosa tatuata di Tennessee Williams, regia Francesco Tavassi, con Mariangela D'Abbraccio.

## Vita privata
È sentimentalmente legata al cantante dei Radiohead, Thom Yorke, col quale si è sposata il 19 settembre 2020.

## Filmografia

### Cinema
- Il grande sogno, regia di Michele Placido (2009)
- L'ultimo re, regia di Aurelio Grimaldi (2009)
- Anche se è amore non si vede, regia di Salvatore Ficarra e Valentino Picone (2011)
- La croce e la stella, regia di Salvatore Lo Piano (2014)
- Eterno visionario, regia di Michele Placido (2023)

### Video Musicali
- Anima di Thom Yorke, regia di Paul Thomas Anderson (2019)

### Televisione
- Paolo Borsellino, regia di Gianluca Maria Tavarelli – miniserie TV (2004)
- Edda Ciano e il comunista, regia di Graziano Diana – film TV (2011)
- Il commissario Montalbano – serie TV, episodi 8x21-9x26 (2011-2013)
- Il segreto dell'acqua, regia di Renato De Maria – serie TV (2011)
- Il sogno del maratoneta, regia di Leone Pompucci – miniserie TV (2012)
- Walter Chiari - Fino all'ultima risata, regia di Enzo Monteleone – miniserie TV (2012)
- Nero Wolfe – serie TV, episodio 1 (2012)
- La mafia uccide solo d'estate - Capitolo 2 – serie TV, 5 episodi, (2018)
- Giorgio Ambrosoli - Il prezzo del coraggio, regia di Alessandro Celli – docu-drama (2019)
- Io sono Mia, regia di Riccardo Donna (2019)
- La concessione del telefono - C'era una volta Vigata, regia di Roan Johnson – film TV (2020)
- Vanina - Un vicequestore a Catania – serie TV (2024-in corso)

## Teatro
- Il sogno del principe di Salina, l'ultimo Gattopardo, regia di Andrea Battistini (2006)
- La rosa tatuata di Tennessee Williams, con Mariangela D'Abbraccio (2008)
- Ombre di cenere di Lorenzo Rulfo (2009)
- Stanza 201 di Lorenzo Rulfo, regia di Dajana Roncione (2012)
- Tutto per bene di Luigi Pirandello, regia di Gabriele Lavia (2012)
- Nerone, duemila anni di calunnie di Angelo Lorenzo Crespi (2014)